# Course de voitures de tourisme

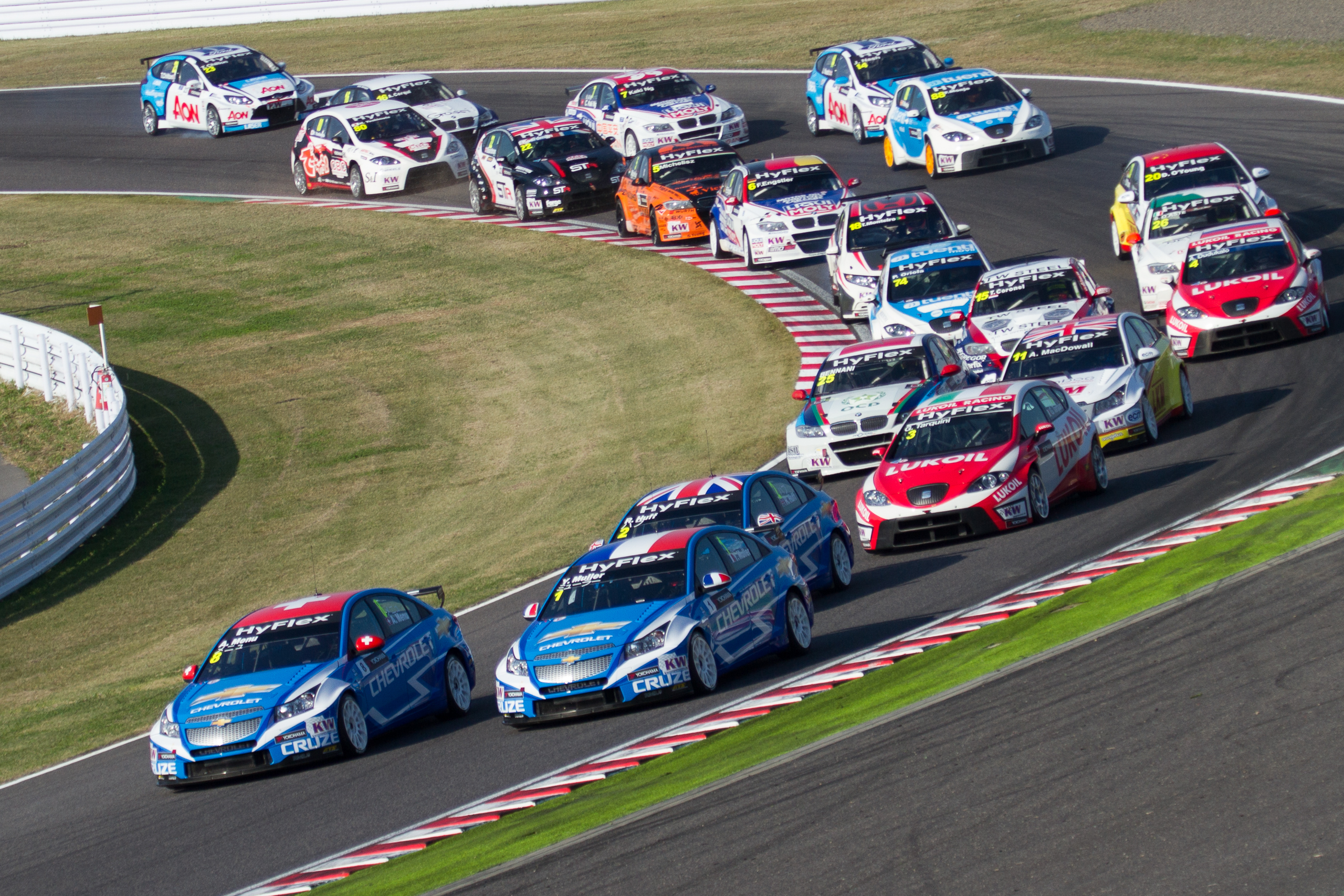
Une course du championnat du monde des voitures de tourisme.

Une course de voitures de tourisme (en anglais Touring car racing) est un type de compétition automobile de course sur circuit mettant en scène des voitures modifiées issues des chaînes de production de constructeurs généralistes et n'arborant pas au départ une image sportive exclusive, au contraire du grand tourisme.
Plusieurs championnats d'envergure mondiale, continentale ou nationale sont régulièrement organisés dans le cadre de cette discipline, les plus médiatisés d'entre eux étant le DTM, le WTCC, l'ETCC, le BTCC et le V8 Supercars.

## Séries de compétitions

### Coupe du monde des voitures de tourisme
À l'échelle mondiale

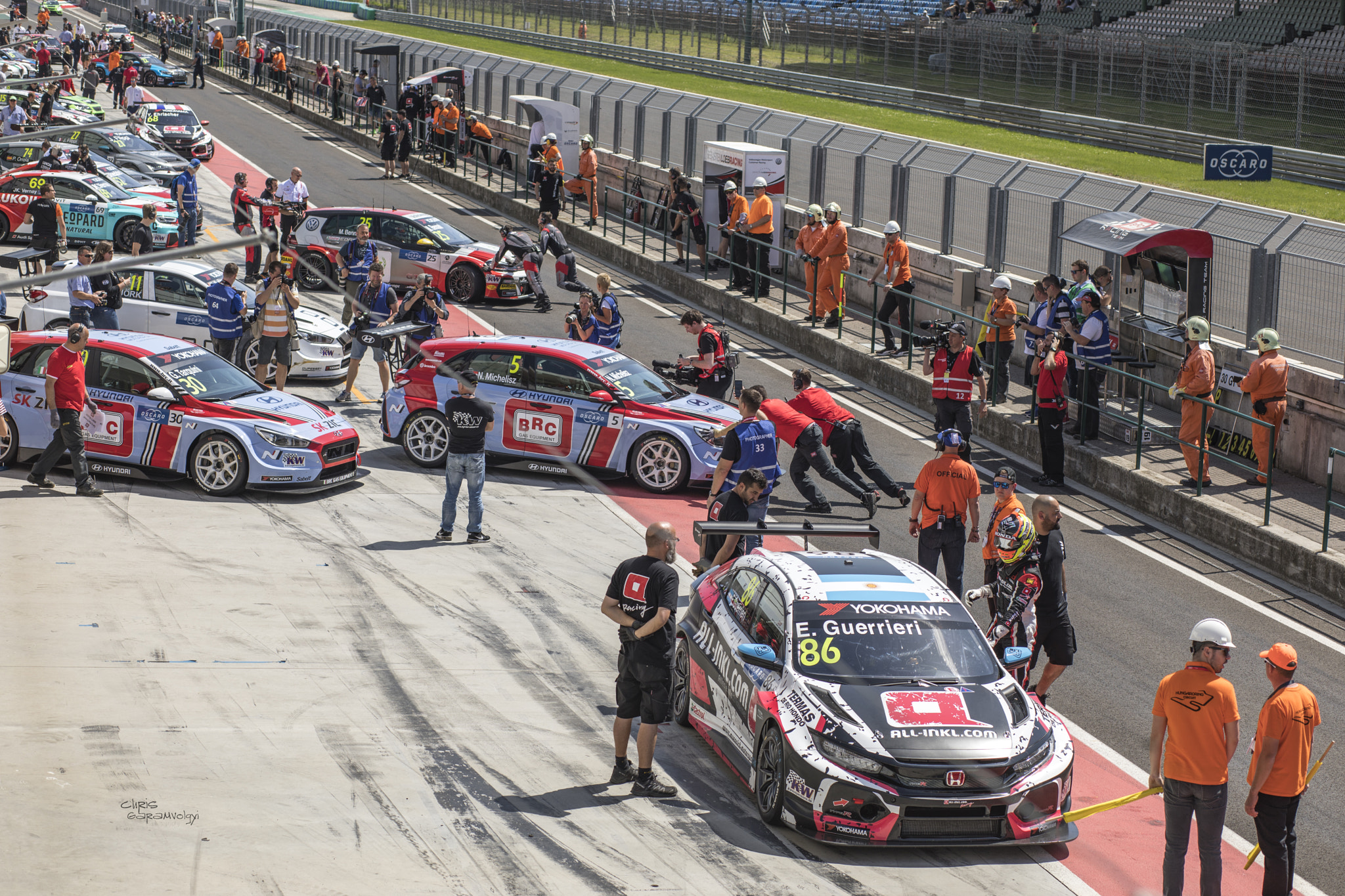
Course WTCR de Hongrie 2018

Le Championnat du monde moderne des voitures de tourisme (WTCC) a débuté en 2005, évoluant à partir du redémarrage du Championnat d'Europe des voitures de tourisme. La série a fusionné avec la Série internationale TCR et est devenue la Coupe du monde des voitures de tourisme (WTCR) à partir de 2018.
Se déroulant sur des circuits automobiles majeurs à l'échelle internationale, cette série est soutenue par BMW, SEAT et Chevrolet. Ce dernier engage une équipe d'usine, tandis que les deux autres vendent uniquement des kits de course à installer sur leurs voitures, fournissant un soutien technique à leurs clients. En 2011, Volvo a également rejoint le championnat, engageant une équipe d'une seule voiture pour évaluer un engagement potentiel plus important dans la série. Le Championnat du monde des voitures de tourisme présente des voitures de 1,6 litre construites selon les réglementations Super 2000 basées sur le groupe N de la FIA.
Suivant la tendance des règles récentes de la FIA, le contrôle des coûts est un thème majeur dans la réglementation technique.
En 2011, les règles concernant la capacité du moteur ont changé, passant de moteurs 2000 cm³ à des moteurs turbocompressés de 1600 cm³. Les voitures équipées des anciens moteurs 2000 cm³ sont toujours éligibles au championnat. De nombreuses technologies présentes dans les voitures de production ne sont pas autorisées, par exemple : distribution variable, géométrie d'admission variable, freins ABS et système de contrôle de la traction.

### DTM
Allemagne/Europe

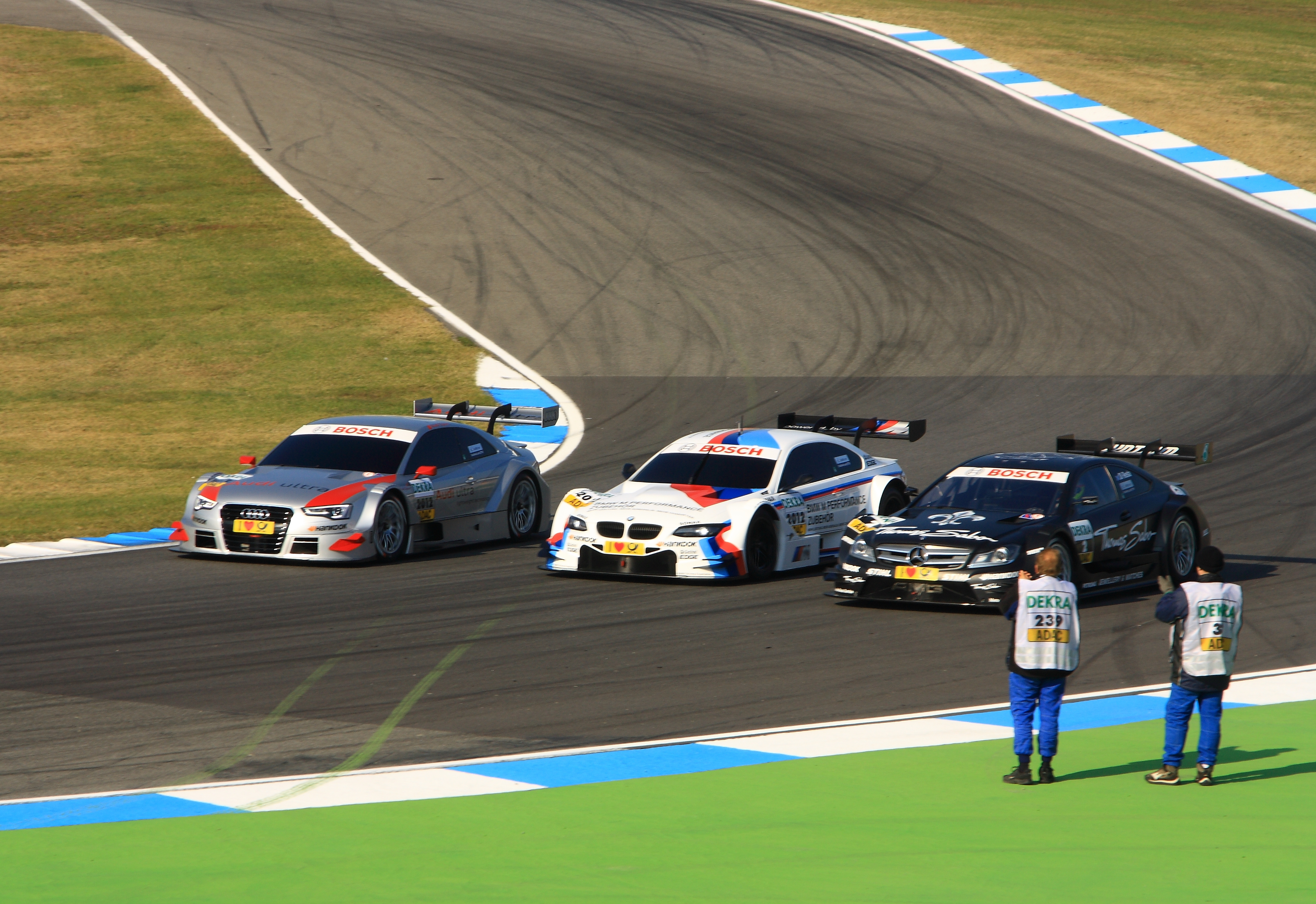
DTM à Hockenheim en 2012

La série DTM, les initiales signifiant Deutsche Tourenwagen Meisterschaft jusqu'en 1996, puis après une pause, relancée en tant que Deutsche Tourenwagen Masters en 2000, met en vedette des voitures de tourisme avancées et spécialement conçues avec des moteurs turbocompressés quatre cylindres de 2,0 litres, des structures de type monocoque en aluminium, recouvertes de carrosseries en grande partie en fibre de carbone, ressemblant aux modèles de voiture de route des constructeurs (bien que le toit et les montants de toit proviennent de la voiture de série). Afin de réduire les coûts, la puissance du moteur est limitée à 610 hp (454,87692166518 kW), et les transmissions, les freins et les pneus (Hankook) sont des pièces standard pour tous. De plus, les dimensions et l'aérodynamique sont égalisées. Les voitures DTM pèsent environ 985 kg (2 171,553261 lb) (sans le pilote), tournent incroyablement rapidement et arborent des kits carrosserie spectaculaires comprenant d'énormes passages de roues et des diffuseurs, ainsi qu'un système de réduction de traînée (DRS) conçu pour favoriser les dépassements.
Plus de 20 équipes soutenues par les constructeurs Opel Astra, Audi TT et Mercedes-Benz CLK ont participé à la série DTM relancée en 2000, mais un problème sérieux s'est posé pour la série lorsque Opel s'est retiré avant la saison 2006. BMW a finalement remplacé Opel en tant que troisième constructeur de la série en 2012, tandis que Mercedes-AMG s'est retiré à la fin de 2018. Mercedes-AMG a été remplacé par un programme Aston Martin Vantage financé par des fonds privés, qui n'a pas survécu au-delà de la saison 2019.
Pour la saison 2019, d'importants changements techniques ont eu lieu. Les turbocompresseurs ont été réintroduits conformément aux nouvelles réglementations touchant les moteurs et les puissances, car toutes les voitures doivent désormais être équipées de moteurs quatre cylindres turbocompressés de 2,0 litres, remplaçant les V8 de 4,0 L utilisés depuis la relance de la série en 2000. La puissance du moteur est passée d'environ ~500 ch à 610 ch, avec 30 ch supplémentaires disponibles dans le cadre d'un système de dépassement (push-to-pass) disponible pour les pilotes pour la première fois,. Les niveaux d'appui aérodynamique ont également été réduits pour favoriser les dépassements et augmenter les vitesses de pointe à 300 km/h, afin d'améliorer le spectacle en course.
En 2019, la DTM a formé un partenariat avec la série japonaise de voitures de tourisme Super GT, qui applique un ensemble de règles et de réglementations presque identiques à sa catégorie GT500. Honda, Toyota - représentées par Lexus, et Nissan ont chacune engagé une participation exceptionnelle pour la dernière course de la saison 2019 au Hockenheimring. Les voitures engagées étaient une Nissan GT-R (R35), une Lexus LC 500 et une Honda NSX (deuxième génération). Pour le week-end du 22 au 24 novembre, la DTM a envoyé trois BMW M4 et quatre Audi RS5 participer à une course hors championnat au Fuji Speedway avec la grille complète du GT500, appelée la 'SUPER GT x DTM Dream Race'. Aston Martin s'est retirée de l'événement car elle prévoyait de se concentrer sur le développement du package Vantage pour 2020, mais cela ne s'est jamais concrétisé car le programme a été interrompu.
En avril 2020, Audi a annoncé qu'elle mettrait fin à son engagement dans la série à la fin de la saison 2020, suivant ainsi la voie de Mercedes-Benz après la fin de la saison 2018, en se concentrant sur le sport automobile électrique, notamment la Formule E. Cela laissera BMW comme seul constructeur restant, mettant ainsi l'avenir de la série en grave danger.

### Championnat de France de Supertourisme
Le Championnat de France des voitures de production, devenu Championnat de France de Supertourisme en 1989, est le championnat national de course de voitures de tourisme sur circuits, disputé de 1976 à 2005, puis de 2015 à 2019.
À partir de 2015 le championnat renait, les voitures utilisées sont alors des Mitjet Supertourisme.

### Supercars Championship
Australie et Nouvelle-Zélande

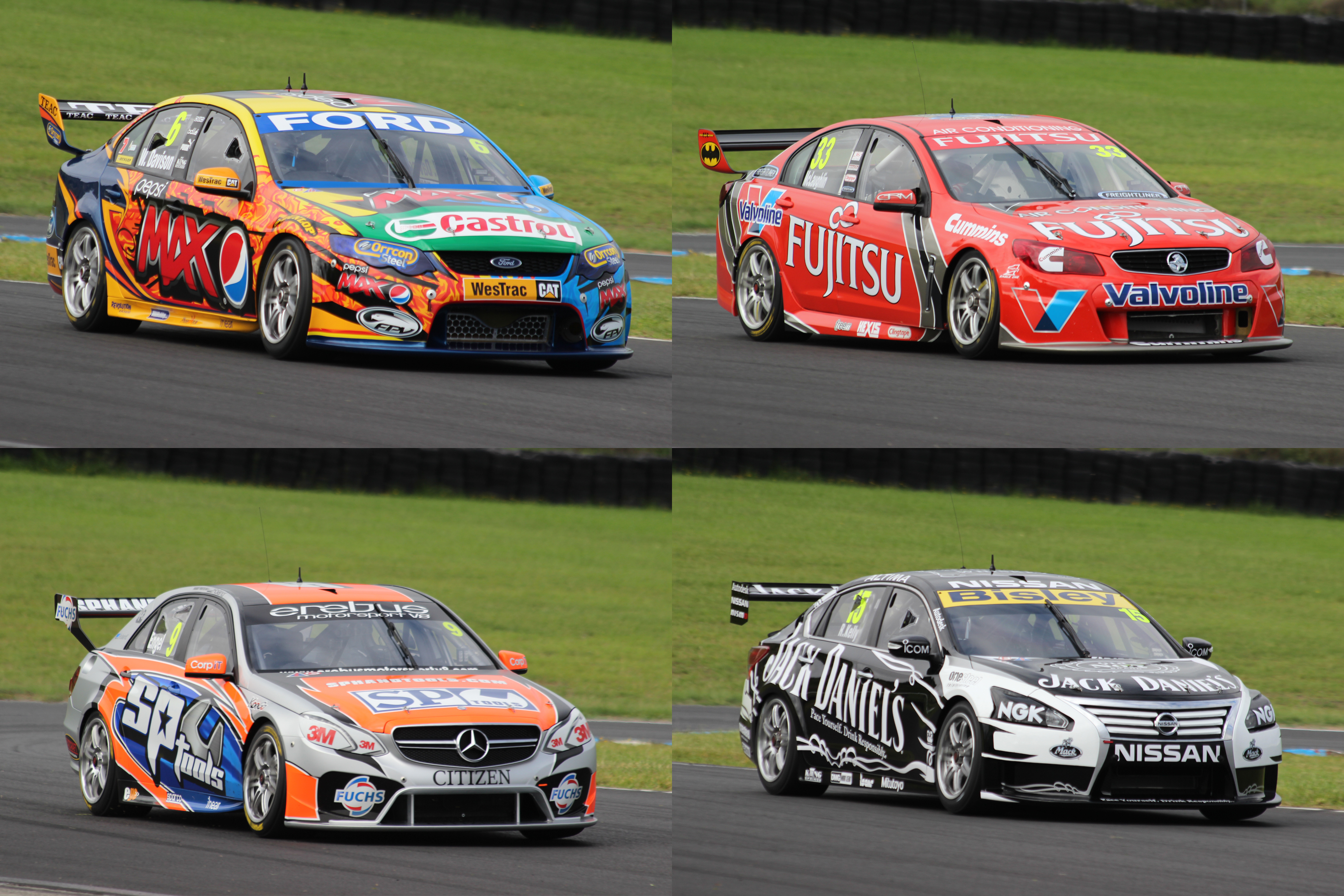
Diverses voitures de tourisme du Supercars Championship ; dans le sens des aiguilles d'une montre - Ford Falcon (FG), Holden Commodore (VF), Mercedes-Benz E63 AMG et Nissan Altima

Autrefois connues sous le nom de Australian Touring Car Championship, puis V8 Supercars, les Supercars sont reconnues internationalement comme les voitures de tourisme les plus rapides au monde, atteignant des vitesses pouvant approcher les 300 km/h. Ce sont également les voitures de tourisme les plus coûteuses au monde, chaque voiture coûtant plus d'un million de dollars australiens (AUD), ce qui inclut des moteurs V8 de 5,0 litres sur mesure d'une valeur d'environ 250 000 dollars australiens (AUD) produisant environ 635 ch (473 kW). La formule actuelle a été conçue en 1993 (sur la base des réglementations du Groupe A) et s'est appelée 'V8 Supercars' en 1997 puis 'Supercars' en 2016. La série présente des grilles de départ d'environ 25 voitures, bien que certains événements sélectionnés incluent des inscriptions sauvages qui viennent s'ajouter à la grille. Les voitures sont actuellement basées sur la Ford Mustang GT et la Holden Commodore (ZB) Le poids minimum pour une Supercar, conducteur inclus, est de 1 395 kg (3 075,448527 lb). La Commodore sera remplacée par une Chevrolet Camaro en 2022. Les voitures de course elles-mêmes sont dérivées de panneaux de carrosserie de série et d'un châssis à structure spatiale. Les deux styles de carrosserie comportent un ensemble aérodynamique comprenant de grandes ailes avant et arrière conçues pour assurer des performances aérodynamiques égales entre les deux types de véhicules.
La série intègre la célèbre course des Bathurst 1000 en tant qu'étape du championnat. En raison de la distance plus longue, les réglementations exigent deux pilotes par voiture pour cette course. Cela s'applique également au The Bend 500 et au Gold Coast 600. Ces événements composent la Coupe Pirtek d'Endurance, qui est un championnat au sein du championnat où la combinaison de pilotes ayant accumulé le plus de points sur ces trois courses d'endurance remporte un trophée.
En Australie, les Supercars bénéficient d'une base de soutien solide qui est largement alimentée par la bataille tribale entre Ford et Holden. Plus de 200 000 spectateurs au total assistent aux événements de quatre jours tels que l'Adelaide 500 et le Bathurst 1000, et le Bathurst 1000 de 2019 a attiré un maximum de 2,36 millions de téléspectateurs à travers le pays,. Ce qui se compare favorablement avec d'autres événements sportifs majeurs tels que la Grande finale de la AFL avec 2,2 millions de téléspectateurs en 2019. Les Supercars sont également populaires en Nouvelle-Zélande, avec une étape régulière précédemment organisée dans le pays (auparavant à Pukekohe), qui est le seul événement international au calendrier de la série. Des tentatives d'expansion internationale ont été entreprises en Chine, en Malaisie, au Moyen-Orient et aux États-Unis au cours des années 2000 et 2010, aucune d'entre elles n'ayant survécu,,,,,.
Avec la croissance de la série, de grandes organisations internationales de sport automobile se sont impliquées, telles que Team Penske, Andretti Autosport, United Autosports et Triple Eight Race Engineering.
Tant Ford que Holden ont financièrement et techniquement soutenu leurs équipes préférées et ont joué un rôle actif dans la promotion de la série depuis ses débuts, mais ont commencé à réduire et finalement à retirer leurs engagements financiers approximativement en parallèle avec le déclin des ventes et l'arrêt ultérieur de la Falcon en 2016 et de la Commodore en 2020 (les deux modèles qui ont exclusivement participé à la formule V8 de 1993 à 2012),,. Ford a retiré tout soutien financier après 2015, et Holden a réduit la majeure partie de son soutien uniquement à la Red Bull Holden Racing Team à partir de 2017. Holden a cessé son activité en tant que marque en 2020, mettant fin à son implication d'usine dans les Supercars après la saison 2020, tandis que Ford est revenu pour la saison 2019 avec le projet Mustang. La Commodore sera remplacée par une Chevrolet Camaro, qui sera vendue en Australie par General Motors Specialty Vehicles.
D'autres fabricants ont également fait leur apparition dans la série, notamment Nissan avec Kelly Racing, Volvo avec Garry Rogers Motorsport, et Mercedes-Benz dans un programme non soutenu par l'usine au sein d'Erebus Motorsport. Avec le passage de Kelly Racing aux Ford Mustangs pour 2020 après une année de course avec ses Nissan Altimas en privé, les Supercars sont revenues à une compétition à deux constructeurs, Ford contre Holden.